# Pronolagus rupestris
Pronolagus rupestris là một loài động vật có vú trong họ Leporidae, bộ Thỏ. Loài này được A. Smith mô tả năm 1834.

## Hình ảnh

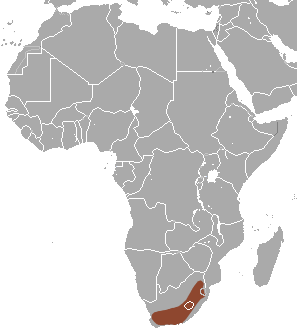